# Rainforest Alliance
Die Rainforest Alliance ist eine 1987 gegründete, internationale, gemeinnützige Organisation, die an der Schnittstelle von Handel, Land- und Forstwirtschaft arbeitet. Das Zertifizierungsprogramm der Rainforest Alliance verfolgt nach eigenen Angaben das Ziel, durch soziale, ökonomische und ökologische Standards eine kontinuierliche Verbesserung der beteiligten Unternehmen zu einer nachhaltigeren Landwirtschaft zu bewirken. Die Zentrale der Organisation befindet sich in New York City, die Europavertretung befindet sich in Amsterdam. Weitere Niederlassungen befinden sich in Indonesien, Kenia, Kamerun, Ghana, Bolivien, Mexiko, Guatemala und USA.
Die Organisation veröffentlicht Standards zur landwirtschaftlichen Praxis und für verantwortungsvolles, unternehmerisches Handeln in der Lieferkette zur Achtung der Menschenrechte, Sicherung des Einkommens, Erhalt der Artenvielfalt und dem Schutz des Klimas. Unternehmen, die die oben aufgeführten Standards befolgen, können ihr Engagement mit dem Gütesiegel Rainforest Alliance Certified™ bewerben.

## Arbeitsweise
Die Rainforest Alliance bemüht sich über die vier Tätigkeitsfelder Zertifizierung, politisches Engagement, Einzelprojekte und individuelle Branchenlösungen den gesamten Markt zu transformieren. Mit Einnahmen aus der Zertifizierung finanziert sie landwirtschaftliche Schulungsprogramme.

### Schulungsprogramme
Die Fachberater der Rainforest Alliance helfen Landwirten, bessere Ernten zu erzielen, sich an die globale Erwärmung anzupassen, ihre Produktivität zu steigern und Arbeitsbedingungen zu verbessern. Sie arbeiten dazu auch mit Erzeugergemeinschaften, örtlichen Landwirtschaftsgesellschaften, staatlichen und privaten Lehranstalten sowie Beratungsunternehmen zusammen.

### Zertifizierung
Die Zertifizierung erfolgt vorrangig für Produkte, die im tropischen Landbau angebaut werden, dazu zählen u. a. Kaffee, Kakao, Bananen, Zitrusfrüchte, Nüsse, Blumen und Gewürze sowie Tee. Zudem bietet die Organisation das SmartWood-Programm für die Forstwirtschaft an. Die Bezeichnung „Rainforest Alliance Certified“ (deutsch „Regenwald Allianz-zertifiziert“) findet sich auf einer Reihe von Produkten im Lebensmittelhandel und der Gastronomie. Das Gütesiegel zeigt einen grünen Frosch, der dem Rotaugenlaubfrosch nachempfunden ist. Die Auditierungen werden durch akkreditierte, unabhängige Prüforganisationen durchgeführt. Das Zertifizierungsschema wird durch die International Social and Environmental Accreditation and Labelling Alliance (ISEAL) überwacht.
Das Gütesiegel darf nur geführt werden, wenn mindestens 30 % der Zutaten zertifiziert sind. Sind zwischen 30 % und 90 % der Zutaten zertifiziert, muss der zertifizierte Anteil auf der Verpackung ausgewiesen werden. Wenn über 90 Prozent der Zutaten zertifiziert sind, darf das Gütesiegel geführt werden, ohne zusätzlich den Anteil zertifizierter Zutaten ausweisen zu müssen.
Zertifizierungen:
- Rainforest Alliance Certified™ für nachhaltigen Anbau von Nutzpflanzen[6]
- Rainforest Alliance Certified™ für forstwirtschaftliche Produkte[7]

Die Organisation bewirbt ihre Gütesiegel wie folgt:

„Das Siegel der Rainforest Alliance steht für eine bessere Zukunft für Mensch und Natur. Auf zertifizierten Farmen müssen Menschenrechte geachtet werden – sie sollen ein sicherer Ort zum Arbeiten und Leben für alle Beschäftigten sein. Die ErzeugerInnen erhalten spezielle Schulungen zu Themen wie Gleichstellung der Geschlechter sowie zur Vermeidung von Kinderarbeit und Diskriminierung. Die Rainforest Alliance setzt sich für bessere Lebensbedingungen von FarmbesitzerInnen und ArbeiterInnen ein, indem sie beispielsweise die ErzeugerInnen bei nachhaltigeren Anbaumethoden unterstützt. Dadurch erzielen diese höhere Ernteerträge, haben geringere Kosten und können sich besser an die Folgen der Klimakrise anpassen. Zertifizierte ErzeugerInnen tragen auch aktiv zum Umweltschutz bei, z.B. durch den schonenden Umgang mit natürlichen Ressourcen, dem Einsatz von weniger Kunstdünger und Pflanzenschutzmitteln, sowie Abfallvermeidung. Ebenso wird Ihnen in Schulungen vermittelt, wie sie geschützte Waldgebiete und damit die Biodiversität erhalten.“

### Engagement
Die Organisation wirkt über fachlich-technische Mitarbeit in politischen Gremien, Nicht-Regierungs-Organisationen, Branchenverbänden, Erzeugergemeinschaften und Verbrauchervertretungen auf Gesetzgeber und Industriestandards ein. Die Arbeit umfasst das Engagement im Dialog mit Regierungen, Kommunalverbänden und Gewerkschaften in den Erzeugerländern, sowie auch die wissenschaftliche Beratung der Bundesregierung und der EU-Kommission.

## Fusion mit UTZ
Im Juni 2017 kündigten Rainforest Alliance und UTZ ihre Fusionsabsichten an und im Januar 2018 war die Zusammenführung rechtlich abgeschlossen.
Die Organisationen fusionierten in Anerkennung ihrer Gemeinsamkeiten in den Strategien gegen die Abholzung, den Klimawandel, den Artenschwund, systemische Armut und soziale Ungerechtigkeiten. Die neue Organisation unter dem Namen Rainforest Alliance tritt an, sich deutlich zu vergrößern und dabei das kombinierte Fachwissen, die gemeinsamen Erfahrungen in einer breiteren Präsenz im Markt zu nutzen, um  den Herausforderungen in den Ursprungsregionen zu begegnen.
Im Juli 2017 veröffentlichte die Rainforest Alliance einen neuen Zertifizierungsstandard.

## Kritik
Der Organisation wird vorgeworfen, nicht ausreichend strenge Standards zu besitzen, der Industrie nahezustehen und Konzernen bei der Pflege ihres Images zu helfen. Für finanzielle Beiträge und kleine Verbesserungen würden diese ein Gütesiegel für Werbung und Öffentlichkeitsarbeit erhalten.
Dadurch erwecke das Gütesiegel nur den Schein ökologischer oder fair gehandelter Produkte. Im Unterschied zum tatsächlichen fairen Handel gebe es für die Produzenten-Organisationen weder einen vereinbarten Mindestpreis noch Prämienzahlungen, die zur Verbesserung der Lebensbedingungen in den lokalen Gemeinschaften oder der betriebswirtschaftlichen Effizienz verwendet werden könnten. Es werde lediglich erwartet, dass die Beteiligung an dem Zertifizierungsprogramm es den Produzenten ermögliche, auf dem freien Markt bessere Preise zu erzielen. Die Standards der Alliance verlangten nur die Bezahlung der nationalen Mindestlöhne, die teilweise nicht existenzsichernd seien. Um teilnehmen zu können, müssen die Landwirte Zahlungen für Auditierung und Verwaltungsaufwand leisten.
Oxfam, die ecuadorianische Gewerkschaft ASTAC und weitere Organisationen untersuchten die Arbeitsbedingungen auf Ananas- und Bananenplantagen in Ecuador und Costa Rica. 2016 wurden die Ergebnisse in der Studie Süße Früchte, bittere Wahrheit veröffentlicht. In dem Bericht werden auch Farmen negativ erwähnt, die von der Rainforest Alliance nach den Standards des Netzwerks für Nachhaltige Landwirtschaft SAN (Sustainable Agriculture Network) zertifiziert sind. Daraufhin leiteten die Organisationen ein Audit ein.
Recherchen des ZDF auf einigen Teeplantagen im indischen Bundesstaat Assam stellten 2017 fest, dass die Standards nicht eingehalten werden und unzureichend kontrolliert wurden. Es wurde berichtet, dass in einem Bananenbetrieb in Ecuador Arbeiter von ihren Vorgesetzten genötigt werden, gegenüber Kontrolleuren falsche Angaben zu machen.
In der EU und im ökologischen Anbau nicht zugelassene Pflanzenschutzmittel können eingesetzt werden, z. B. Mancozeb in bestimmten Ländern bis mindestens 2024.